# Identità, Tradizione, Sovranità
Il Gruppo Identità, Tradizione e Sovranità (in inglese Identity, Tradition, Sovereignty Group; in francese Identité, Tradition, Souveraineté, ITS) è stato un gruppo politico di estrema destra ufficialmente presente al Parlamento europeo a partire dal 15 gennaio 2007 fino al 14 novembre 2007.

## Storia
La sua creazione risale al 9 gennaio 2007, quando è stato raggiunto un accordo definitivo fra europarlamentari precedentemente indipendenti in modo da formare un nuovo raggruppamento politico. Inizialmente, il gruppo contava 20 parlamentari provenienti da sette diversi stati membri, un numero a malapena sufficiente a soddisfare il requisito minimo richiesto per la formazione di un partito al Parlamento Europeo di 20 deputati di sei stati diversi. Questo requisito aveva in precedenza impedito il formarsi di un gruppo tra i partiti aderenti a Euronat, associazione tra partiti nazionalisti di estrema destra. L'elezione di un deputato bulgaro dell'Unione Nazionale Attacco e cinque rumeni del Partito Grande Romania (partito dall'ideologia politica anti-Rom), in seguito all'adesione di tali Stati all'Unione europea, hanno permesso il raggiungimento della soglia minima.
Successivamente, hanno aderito altri tre europarlamentari.
L'abbandono del gruppo da parte dei cinque deputati romeni, a seguito di dichiarazioni di Alessandra Mussolini sul popolo romeno, nel novembre 2007, ha ridotto la composizione numerica sotto la soglia minima per cui il gruppo è stato sciolto e tutti i suoi membri sono passati al gruppo dei Non iscritti.
La delegazione nazionale principale era quella del Fronte Nazionale francese e il segretario del gruppo era Bruno Gollnisch.
La piattaforma programmatica del disciolto gruppo esprime posizioni contrarie all'immigrazione, alla Costituzione Europea, all'adesione della Turchia all'Unione europea. In particolare, il gruppo si ispira al riconoscimento degli interessi nazionali, della sovranità, delle identità e delle differenze; propugna la conservazione dei valori cristiani, dell'eredità, della cultura e delle tradizioni della civiltà europea. Promuove la famiglia tradizionale come elemento naturale della società. Difende lo stato di diritto e le libertà individuali. Si oppone a un'idea di Europa unitaria e a un “super-stato” europeo. Sottolinea la necessità di trasparenza nella gestione dei fondi pubblici comunitari. Tuttavia, il carattere tecnico del gruppo prevaleva su quello politico.

### Euronat
Il gruppo nasce anche sulla scia dell'associazione Euronat - For our heritage and freedom, formata il 9 ottobre del 2005 e composta da più partiti nazionalisti: il francese Fronte Nazionale, l'olandese Nuova Destra, l'italiana Fiamma Tricolore, gli svedesi Nazionaldemocratici, la spagnola Democrazia Nazionale e l'inglese Partito Nazionale Britannico.

## Struttura
L'ufficio politico del gruppo ITS era composto da:
- Bruno Gollnisch, Presidente (Francia)
- Philip Claeys, Vicepresidente (Belgio)
- Eugen Mihăescu, Vicepresidente (Romania)
- Ashley Mote, Vicepresidente (Regno Unito)
- Andreas Mölzer, Membro in rappresentanza di FPÖ (Austria)
- Dimitar Stoyanov, Membro in rappresentanza di Ataka (Bulgaria)
- Alessandra Mussolini, Membro in rappresentanza di AS (Italia)
- Luca Romagnoli, Membro in rappresentanza di FT (Italia)

## Composizione
| Partito                         | Nome locale                      | Abbr. | Europartito | Stato       | MPE |
| ------------------------------- | -------------------------------- | ----- | ----------- | ----------- | --- |
| Fronte Nazionale                | Front National                   | FN    | Euronat     | Francia     | 7   |
| Interesse Fiammingo             | Vlaams Belang                    | VB    | nessuno     | Belgio      | 3   |
| Unione Nazionale Attacco        | Национален Съюз Атака            | ATAKA | nessuno     | Bulgaria    | 3   |
| Fiamma Tricolore                | Fiamma Tricolore                 | FT    | Euronat     | Italia      | 1   |
| Azione Sociale Forza Nuova      | Azione Sociale Forza Nuova       | AS FN | nessuno FNE | Italia      | 1   |
| Partito della Libertà Austriaco | Freiheitliche Partei Österreichs | FPÖ   | nessuno     | Austria     | 1   |
| Partito Grande Romania          | Partidul România Mare            | PRM   | nessuno     | Romania     | 5   |
| indipendente                    | Mircea Coşea                     |       | nessuno     | Romania     | 1   |
| indipendente                    | Ashley Mote                      |       | nessuno     | Regno Unito | 1   |